# Phillip Hart Weaver

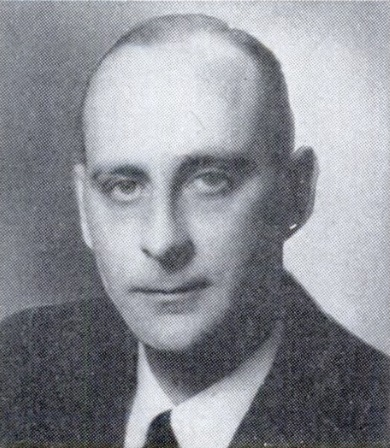
Phillip Hart Weaver (1955)

Phillip Hart Weaver (* 9. April 1919 in Falls City, Nebraska; † 16. April 1989 ebenda) war ein US-amerikanischer Politiker. Zwischen 1955 und 1963 vertrat er den ersten Wahlbezirk des Bundesstaates Nebraska im US-Repräsentantenhaus.

## Frühe Jahre
Phillip Weaver entstammte einer prominenten Politikerfamilie in Nebraska. Sein Großvater Archibald war von 1883 bis 1887 Abgeordneter im Kongress für Nebraska und sein Vater Arthur war zwischen 1929 und 1931 Gouverneur des Staates.
Weaver besuchte die öffentlichen Schulen in Falls City und Lincoln. Zwischen 1938 und 1939 studierte er am St. Benedicts College in Atchison (Kansas) und dann bis 1940 an der University of Nebraska. Während seiner Studienzeit arbeitete er auch als Radiosprecher. Im Zweiten Weltkrieg diente Weaver in der US Army, in der er es bis zum Oberstleutnant brachte. Am Ende des Krieges war er in Berlin stationiert. Für seine militärischen Verdienste während des Krieges erhielt Weaver zahlreiche Auszeichnungen.

## Geschäftlicher und politischer Aufstieg
Nach dem Krieg kehrte Weaver nach Falls City zurück, wo er in der Versicherungs- und Finanzbranche tätig wurde. Seit 1946 war er Direktor der Firma Falls City Wholesale & Supply Inc. Zwischen 1950 und 1951 arbeitete er als Zivilangestellter im Hauptquartier der fünften US-Armee in Chicago. Danach betrieb er in Falls City ein Autohaus.
Weaver war Mitglied der Republikanischen Partei. 1954 wurde er in das US-Repräsentantenhaus gewählt, wo er am 3. Januar 1955 die Nachfolge des in den Senat gewechselten Carl Curtis antrat. Nachdem er in den folgenden Jahren in seinem Amt bestätigt wurde, konnte Weaver bis zum 3. Januar 1963 vier Legislaturperioden im Kongress absolvieren. Bei den Wahlen des Jahres 1962 unterlag er in den Vorwahlen seiner Partei Ralph F. Beermann.

## Weiterer Lebenslauf
Zwischen 1963 und 1965 war Phillip Weaver Sonderberater des Landwirtschaftsministeriums in Washington, D.C. 1966 war er stellvertretender Direktor einer Behörde, die sich mit der Entwicklung des ländlichen Raumes befasste. Von 1969 bis 1973 war er Abteilungsleiter im US-Landwirtschaftsministerium. Danach zog er sich aus der Politik zurück und widmete sich wieder seinen privaten Geschäften in Falls City. Dort ist er im April 1989 auch verstorben.